# Констанца Кирова
Констанца Атанасова Кирова, по баща Войникова, е българска оперна певица (мецосопрано) и вокална педагожка, професор в Музикалната академия.

## Биография
Родена е на 29 април 1896 година в София. Баща ѝ, Атанас Войников, е основател на дружество „Славянска беседа“, в което през 1891 година се изнася първият оперен спектакъл в България.
От 6-годишна учи пиано. Завършва Френския девически колеж в София през 1913 година и заминава за Париж, за да продължи обучението си по музика и пиано. Сгодява се, а през 1918 година се омъжва за Стефан Киров, драматичен актьор. Под негово влияние започва да учи актьорско майсторство за драматичен театър при професор Пол Моне в Парижката консерватория.
През 1920 година се завръща в България и, след изпит, е приета в състава на Народния театър, където играе няколко сезона. Изпълнява главните роли в „Коварство и любов“ на Шилер, „Иванко“ на Васил Друмев, „Доходно място“ от Островски и „Три сестри“ от Чехов.
Въпреки успехите си като актриса, Констанца Кирова скоро се отказва от театъра и заминава за Виена да учи пеене при проф. Даниел Андерсен, където получава отлична школовка, която ѝ помага за изявата ѝ и като певица, и като вокален педагог. 
През 1923 година дебютира на сцената на Народната опера в София в партията на Любаша от „Царска годеница“ на Николай Римски-Корсаков. Следват ролите от централния мецосопранов репертоар: Далила от „Самсон и Далила“ на Сен-Санс, Кармен от операта на Бизе, Амнерис от Вердиевата „Аида“, Шарлота от „Вертер“ на Масне, Елена от „Хубавата Елена“ на Офенбах, принцеса Еболи от „Дон Карлос“, Ортруд от „Лоенгрин“ на Вагнер, Иродиада от операта на Масне, Федора от Джордано, Азучена от „Трубадур“ и много други – близо 40 роли в над 800 представления. През 1931 – 1932 пее в операта в Лил. През 1941 година напуска Софийската опера.
Констанца Кирова е и много активна камерна певица. Изнася песенни рецитали из цялата страна.
Като вокален педагог е сред най-авторитетните в България. Работи за Варненската и Софийската опера и Държавния музикален театър, професор е в Музикалната академия. Известно време е и в Пекинската консерватория.
Сред нейните ученици са Любомир Бодуров, Радка Гаева, Божана Продева, Евгения Бабачева, Неделчо Деянов и други.